# Kreuzkögerl
Das Kreuzkögerl ist ein 1805 m ü. A. hoher Berg in der Goldberggruppe der Zentralalpen im österreichischen Bundesland Salzburg.

## Lage und Umgebung
Der Gipfel des Kreuzkögerls erhebt sich an der Grenze zwischen den Gemeinden Dorfgastein im Osten und Lend im Westen. Zu den Bergen in der Umgebung zählen das 1809 m ü. A. hohe Rauchkögerl im Norden und das 1861 m ü. A. hohe Hahnbalzköpfl im Süden. Die Bäche am Kreuzkögerl-Osthang münden in die Gasteiner Ache. Südlich des Gipfels liegt ein ökologisch bedeutender Teich.
An den Hängen befinden sich mehrere Almen. Die Schloßalm an den östlichen Ausläufern und die Stoffalm im Südosten gehören zur Ortschaft Unterberg. Ebenfalls den Namen Stoffalm hat eine Alm an den westlichen Hängen, die wie die Tischleralm im Südwesten zur Ortschaft Teufenbach gehört. Der Weitwanderweg Salzburger Almenweg verläuft über den Berg.

## Geologie
In geologischer Hinsicht ist das Kreuzkögerl von Calcit-Marmor und Kalkschiefer („Klammkalk“) des nördlichsten Tauernfensters (Penninikum) geprägt.

## Fauna und Flora
In der Nähe des Gipfels erstrecken sich die Gamswild-Ruhezonen Kreuzkögerl und Lehenalm, die von 1. Dezember bis 31. Mai nicht betreten werden dürfen. Etwas unterhalb des Gipfels finden sich im Westen Grünerlen-Buschwald und im Osten subalpiner bodensaurer Fichten-Wald.